# Oskar Kellner
Oskar Johann Kellner (* 13. Mai 1851 in Tillowitz, Schlesien; † 22. September 1911 in Karlsruhe) war ein deutscher Agrikulturchemiker und Tierernährungswissenschaftler.

## Leben und Wirken

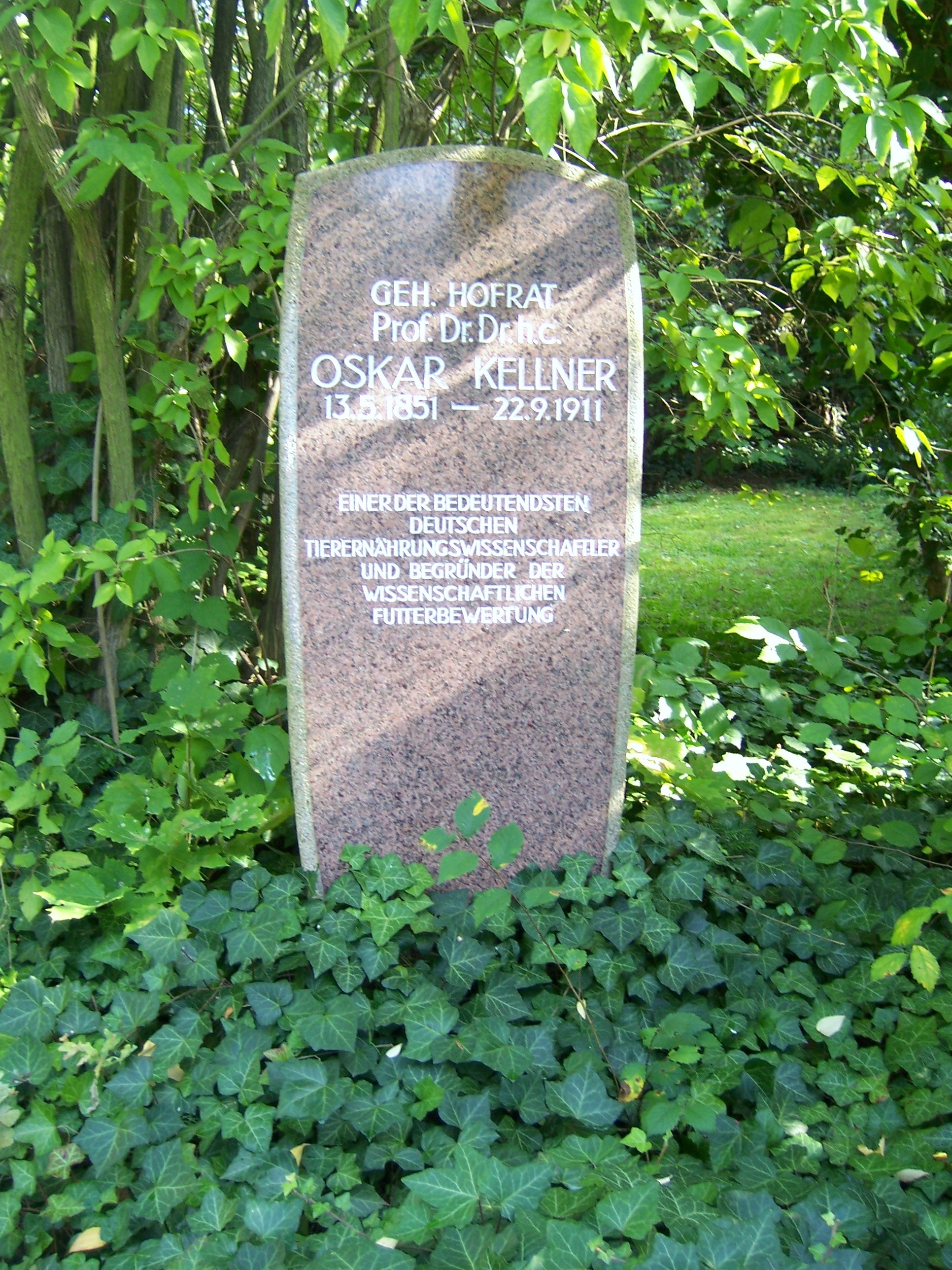
Grabstätte Oskar Kellner auf dem Südfriedhof in Leipzig

Oskar Kellner besuchte das Realgymnasium in Neiße. 1870/71 nahm er am Deutsch-Französischen Krieg teil und beendete 1871 seine Schulzeit mit dem Abiturexamen. An den Universitäten Breslau und Leipzig studierte Kellner Naturwissenschaften mit besonderer Hinwendung zur Chemie. Noch als Student veröffentlichte er 1874 seine erste wissenschaftliche Arbeit über die chemischen Vorgänge beim Keimen der Erbse und promovierte 1875 an der Universität Leipzig mit der Arbeit „Über einige chemische Vorgänge bei der Keimung von pisum sativum“ zum Dr. phil.
Nach der Promotion wurde Kellner Assistent am tierphysiologischen Institut der Landwirtschaftsakademie in Proskau, Schlesien. Hier entstanden eine Reihe von Publikationen, die ihm als Agrikulturchemiker wachsendes Ansehen einbrachten.
Im Jahr 1876 kam Kellner nach Hohenheim bei Stuttgart als Assistent von Emil von Wolff, der von 1852 bis 1854 der erste Direktor der 1852 in Möckern bei Leipzig eingerichteten ersten landwirtschaftlichen Versuchsstation Deutschlands war. Kellner veröffentlichte, zum Teil zusammen mit Wolff, 24 Arbeiten auf dem Gebiet der Chemie von Pflanze und Tier. Anhand sehr gut angelegter Versuche mit Pferden konnte Kellner 1879/80 an der Stickstoffausscheidung zeigen, dass für die Muskelarbeit stickstofffreie Nährstoffe verwendet werden können und Eiweiß als Energiequelle nur genutzt wird, wenn Kohlenhydrate nicht in ausreichender Menge zur Verfügung stehen. Damit widerlegte er die Meinung Justus von Liebigs, der davon ausging, dass nur Eiweiß Energiequelle für Muskelarbeit sei. Kellner führte schon in diesem Zusammenhang aus, dass der Energiegehalt der Nährstoffe vielleicht das beste Maß für den Nährwert sei, also schon 3 Jahre bevor Max Rubner sein Gesetz von der isodynamischen Wirkung der Nährstoffe formulierte.
Die Vielseitigkeit Kellners in der pflanzen- und tierphysiologischen Forschung mit umfassender experimenteller Tätigkeit und seine Vortragsaktivitäten auch vor exzellenten Gremien bewirkten einen hohen Bekanntheitsgrad.

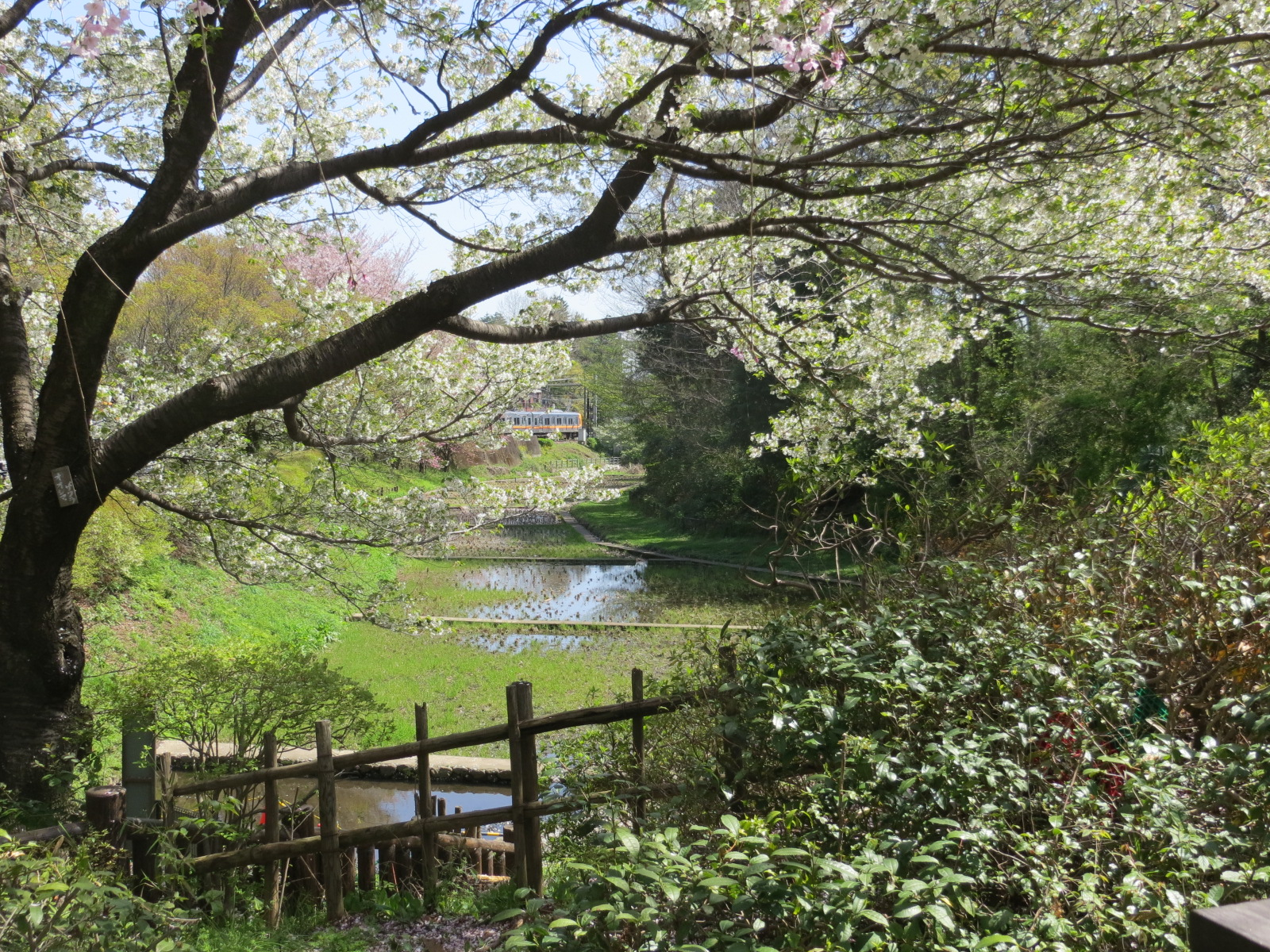
Kellner Reisfeld bei der Komaba-Campus der Universität Tokio

Im Jahr 1880 erhielt Kellner mit 29 Jahren einen Ruf an die Kaiserliche Universität Tokio als Professor für Agrikulturchemie, dem er 1881 Folge leistete. Neben der Ausbildung von Studenten auf agrikulturchemischem Gebiet, unter anderem Kozai Yoshinao, bearbeitete Kellner in Japan bodenkundliche und Düngungsprobleme, insbesondere beim Reisanbau, sowie Untersuchungsmethoden von Futtermitteln, insbesondere von Silagen. Versuche zur Entwicklung und Ernährung von Seidenraupen führten zu dem Resultat, dass dieser Organismus aus Kohlenhydraten Fett produzierte: Eine viel zitierte Arbeit Kellners in Japan. Seine Untersuchungen an Reis und Seidenraupen waren für die japanische Industrie von praktischer Relevanz.
Kellner heiratete in Japan eine Japanerin. Diese Heirat und seine vielseitigen, erfolgreichen Arbeiten brachten ihm hohe Anerkennung seitens des Landes ein.
1892 wurde Kellner nach Deutschland zurückgerufen. 1893 wurde er Direktor der landwirtschaftlichen Versuchsstation in Möckern, wo er sich in dem gut ausgerüsteten Laboratorium der Futterwertbestimmung zuwandte, die ihn schon seit seinem 20. Lebensjahr sehr interessierte. Zuerst arbeitete er die Versuchsergebnisse seines Vorgängers Gustav Kühn zu Stickstoff- und Kohlenstoffbilanzen bei Kühen auf. Im Jahr 1897 baute Kellner einen weiteren, gut arbeitenden Respirationsapparat für Rinder, bildete einen ausgezeichneten Mitarbeiterstab aus und führte die Futterwertbestimmung auf Energiebasis ein. Es wurde die Wirkung der verschiedenen reinen Nährstoffe – Stärke, Zellulose, Zucker, Protein und Fett – auf den Fettansatz untersucht. Der Gedanke, die Nährstoffe und Futtermittel wertmäßig auf der Basis der Wirkung im Tier zu vergleichen, war die Geburtsstunde des Nettoenergiebegriffs.
Nach den Experimenten mit reinen Nährstoffen folgten die mit Futtermitteln aus verschiedenen Gruppen. Zur Wertbeurteilung der großen Palette der Futtermittel auf Nettoenergiebasis führte er als Korrekturgrößen den Begriff der Wertigkeit und den Rohfaserabzug ein. Für die Fütterung der landwirtschaftlichen Nutztiere verwendete er, zum besseren Verständnis für die praktischen Landwirte, den Stärkewert, der den energetischen Futterwert der Futtermittel in Relation zu dem der Stärke ausdrückt. Der scheinbar stoffliche Vergleich erfolgte aber streng auf energetischer Basis.
Über die Ergebnisse seiner Respirationsversuche hat Kellner laufend in der Zeitschrift „Landwirtschaftliche Versuchsstationen“ berichtet. Eine zusammenfassende Auswertung seiner umfangreichen Versuche und Erfahrungen nahm er in seinem Werk „Die Ernährung der landwirtschaftlichen Nutztiere“ (640 Seiten) vor, das von 1905 bis 1912 in 6 Auflagen und bis 1924 – von G. Fingerling initiiert – in weiteren vier Auflagen erschien. Dieses große Lehrbuch ergänzte Kellner durch ein leichtfassliches Buch „Grundzüge der Fütterungslehre“, das von 1907 bis 1911 viermal aufgelegt wurde. Dieses Buch brachten bedeutende Wissenschaftler immer wieder auf den neuesten Stand und gaben es bis 1984 in 16 Neuauflagen heraus.
In den letzten Jahren seines Lebens war die Gesundheit Kellners untergraben, aber die Liebe zur Arbeit war ungeschwächt. Neben der Einführung der Stärkewertlehre in die Fütterung der Rinder forcierte Kellner die Zusammenarbeit der verschiedenen Versuchsstationen bei der Durchführung von Fütterungsversuchen mit Milchkühen, Pferden und Schweinen.
Kellners Motto war: “Es geht alles, man muss es nur wollen!” Er verlangte viel von sich selbst und ebenso von seinen Mitarbeitern. Kellner schätzte gute Arbeit und war der Mann, mit dem es sich gut arbeiten ließ. Die hohe Arbeitsmoral in der Station Möckern war noch Jahrzehnte nach Kellners Tod zu erkennen.

## Ehrungen und Auszeichnungen
Kellner erfuhr bereits zu Lebzeiten große Anerkennung und zahlreiche Ehrungen. Er war jahrelang Präsident des Verbandes der Landwirtschaftlichen Versuchsstationen. Kellner erhielt den Titel eines Geheimen Sächsischen Hofrates, Professor der Universität Tokio, einen medizinischen Dr. h. c. der Universität Breslau und außerdem wurde ihm die Liebig-Medaille in Gold verliehen. Kellner war Ehrenmitglied vieler Gesellschaften des In- und Auslandes, Herausgeber von “Biedermann’s Zentralblatt für Agrikulturchemie” und „Die Landwirtschaftlichen Versuchsstationen“.

## Hauptwerke
- Die Ernährung der landwirtschaftlichen Nutztiere. Verlag Paul Parey, Berlin;1. Aufl. 1905; 10. Aufl. 1924.
- Grundzüge der Fütterungslehre. Verlag Paul Parey, Berlin; 1. Aufl. 1907; 4. Aufl. 1911.

Der Stärkewert, die Einheit als Maß für den Nettoenergiegehalt der Futtermittel beim Rind, wurde direkt oder in umgewandelter Form in ganz Europa verwendet. Er hatte in wenigen Jahren die Fütterung auf der Basis der verdaulichen Nährstoffe ersetzt. Immer wieder stellten Wissenschaftler überzeugend die Überlegenheit des Maßstabs „Nettoenergie“ gegenüber der „umsetzbaren Energie“ und gegenüber anderen Maßstäben fest.

## Ausblick und Früchte seiner Arbeit
Im Jahr 1953 wurde in Möckern in einem Teil der Gebäude der Versuchsstation zu Ehren Kellners das „Oskar-Kellner-Institut für Tierernährung“ gegründet, als ein Institut der Akademie der Landwirtschaftswissenschaften. Von 1954 bis 1960 entstand in Rostock ein aus 4 Forschungsgebäuden bestehender Neubau des „Oskar-Kellner-Instituts für Tierernährung“. Direktor war Akademiemitglied Kurt Nehring. Für die Weiterentwicklung der energetischen Futterbewertung im Sinne Oskar Kellners standen 12 Respirationsapparaturen für landwirtschaftliche Nutztiere und zahlreiche für Labortiere zur Verfügung. In einer Arbeitsphase von fast 4 Jahrzehnten wurde der energetische Futterwert verschiedener Futtermittel bestimmt und der Energiebedarf von landwirtschaftlichen Nutztieren bei unterschiedlichen Leistungen ermittelt. Die Versuchsergebnisse wurden zusammenfassend ausgewertet und ein Futterbewertungssystem erarbeitet, das den Namen „Rostocker Futterbewertungssystem“ erhalten sollte, aber schließlich als „DDR Futterbewertungssystem“ publiziert werden musste. Unter diesem Titel gab es bis 1988 sieben Auflagen. Maßstab für den energetischen Futterwert und den Energiebedarf der Tiere ist die „Nettoenergie-Fett“. 2003 und 2004 erfolgte die Publikation unter dem ursprünglich vorgesehenen Titel „Rostocker Futterbewertungssystem“ in englischer und deutscher Sprache, mit der „Nettoenergie-Retention“ als energetischem Maßstab. Die Grundidee Oskar Kellners, die Nettoenergie als Bewertungsmaßstab zu verwenden, lebt in diesen Titeln weiter.